# Greiling (Niemcy)
Greiling – miejscowość i gmina w Niemczech, w kraju związkowym Bawaria, w rejencji Górna Bawaria, w regionie Oberland, w powiecie Bad Tölz-Wolfratshausen, wchodzi w skład wspólnoty administracyjnej Reichersbeuern. Leży około 5 km na wschód od Bad Tölz, przy drodze B472.

## Polityka
Wójtem gminy jest Hans Ostermünchner, rada gminy składa się z 12 osób.
|      | CSU | SPD/Niezależni | PWG | FWG | Razem |
| 2008 | 6   | -              | -   | 6   | 12    |
| 2002 | 5   | 2              | 5   | -   | 12    |